# Кім Буш
Кім Буш (нід. Kim Busch, 16 червня 1998) — нідерландська плавчиня.
Призерка Чемпіонату світу з водних видів спорту 2017 року.
Призерка Чемпіонату світу з плавання на короткій воді 2016, 2018 років.
Призерка Чемпіонату Європи з водних видів спорту 2018, 2020 років.